# Municipio de Bismarck (Arkansas)
El municipio de Bismarck (en inglés: Bismarck Township) es un municipio ubicado en el condado de Hot Spring en el estado estadounidense de Arkansas. En el año 2010 tenía una población de 2378 habitantes y una densidad poblacional de 17,74 personas por km².

## Geografía
El municipio de Bismarck se encuentra ubicado en las coordenadas 34°20′15″N 93°11′23″O / 34.33750, -93.18972. Según la Oficina del Censo de los Estados Unidos, el municipio tiene una superficie total de 134.06 km², de la cual 130,96 km² corresponden a tierra firme y (2,31 %) 3,1 km² es agua.

## Demografía
Según el censo de 2010, había 2378 personas residiendo en el municipio de Bismarck. La densidad de población era de 17,74 hab./km². De los 2378 habitantes, el municipio de Bismarck estaba compuesto por el 95 % blancos, el 0,46 % eran afroamericanos, el 0,63 % eran amerindios, el 0,17 % eran asiáticos, el 2,23 % eran de otras razas y el 1,51 % eran de una mezcla de razas. Del total de la población el 4,46 % eran hispanos o latinos de cualquier raza.